# ロング, ロングバケーション
『ロング, ロングバケーション』（The Leisure Seeker）は2017年のイタリア・フランスのドラマコメディ映画。監督はパオロ・ヴィルズィ、主演はドナルド・サザーランドとヘレン・ミレンが務めた。本作はマイケル・ザドゥリアンが2009年に発表した小説『旅の終わりに』を原作としている。なお、サザーランドとミレンが共演するのは『黄土の英雄/軍医ベシューンの生涯』（1990年）以来27年ぶりのことである。
イタリアの映画監督であるヴィルズィにとって初の全編英語作品となる本作は、2017年8月から9月にかけて開催された第74回ヴェネツィア国際映画祭で初上映された。

## ストーリー
マサチューセッツ州に住むエラ・スペンサーは夫のジョンと50年以上連れ添う仲睦まじい夫婦だが、末期癌で入院が決まっていた。ジョンは元大学教授だったがアルツハイマー病で記憶を失いつつあり、一人では何もできない状態だった。入院の当日に年代物のキャンピングカーをジョンに運転させ、息子たちにも黙って旅に出るエラ。
旅の目的地をジョンが愛好していた作家、アーネスト・ヘミングウェイの自宅があるフロリダキーズに定め、ナビゲートするエラ。息子たちに電話はかけるが居所は明かさず、キャンプ場に泊まる長い旅が始まった。
自分たちの子供がもう中年だということも忘れているが、エラが娘時代にフラれた最初の恋人ダンの名前は覚えていて、まだ付き合っていると疑うジョン。知的で教養深い紳士だった頃のジョンを懐かしみ涙するエラ。昔の記憶が少し戻ったジョンは、自分を施設に入れる時は、自殺するから銃をくれと頼んだ。
エラを隣人のリリアンと間違えて別れ話を始めるジョン。エラが子供を生んだ頃、浮気していた時代に戻っていたのだ。怒って、ジョンを近くの老人ホームに置き去りにするエラ。だが、気を沈め、ジョンが愛する妻の元に帰ったのだと理解したエラは、何も覚えていないジョンを迎えに行った。
ヘミングウェイの家に到着するエラとジョン。だが、病状が悪化したエラは倒れ、病院に運ばれた。生きているのが不思議だと医者に告げられても理解できず、エラを病院から連れ出してキャンピングカーに戻るジョン。そんなジョンを残して逝けないエラは、その夜、ジョンに睡眠薬を飲ませ、排ガスを車内に充満させて覚悟の心中を遂げた。

## キャスト
- ジョン・スペンサー: ドナルド・サザーランド - 元国語教師。アルツハイマー型認知症。
- エラ・スペンサー: ヘレン・ミレン - ジョンの妻。末期ガン。
- ウィル・スペンサー: クリスチャン・マッケイ - スペンサー夫妻の息子。
- ジェーン・スペンサー: ジャネル・モロニー（英語版） - スペンサー夫妻の娘。ウィルの姉。
- リリアン: ダナ・アイヴィ - スペンサー夫妻の隣人。
- ダン・コールマン: ディック・グレゴリー（英語版） - エラのかつての恋人。

## 製作
2016年5月12日、パオロ・ヴィルズィ監督の新作映画にヘレン・ミレンとドナルド・サザーランドが出演することになったと報じられた。本作の主要撮影は同年7月にジョージア州アトランタで始まった。8月、撮影現場が洪水の被害に遭い、死傷者こそ出なかったものの、自動車が損傷するという被害が出た。

## 公開・興行収入
2017年8月30日、フォーカス・フィーチャーズが本作の全英配給権を購入したと報じられた。9月3日、本作は第74回ヴェネツィア国際映画祭でプレミア上映された。22日、ソニー・ピクチャーズ クラシックスが本作の全米配給権を獲得したと発表した。
2018年3月9日、本作は全米28館で限定公開され、公開初週末に11万3708ドル（1館当たり4061ドル）を稼ぎ出し、週末興行収入ランキング初登場35位となった。

## 評価
本作に対する批評家の評価は伸び悩んでいる。映画批評集積サイトのRotten Tomatoesには100件のレビューがあり、批評家支持率は36%、平均点は10点満点で5.1点となっている。サイト側による批評家の見解の要約は「『ロング, ロングバケーション』は演技の才能の不足に困っているということはないはずである。しかし、同作のストーリー大部分は先が読めるもので、ほとんど語るべきものがない冗漫なドラマに堕している」となっている。また、Metacriticには23件のレビューがあり、加重平均値は45/100となっている。
本作での演技によって、ヘレン・ミレンは第75回ゴールデングローブ賞の主演女優賞 (ミュージカル・コメディ部門)にノミネートされたが、受賞は逃した。